# Rugby 7 na Igrzyskach Ameryki Południowej 2022
Turnieje rugby 7 na Igrzyskach Ameryki Południowej 2022 odbyły się w dniach 7–9 października 2022 roku w paragwajskim mieście Luque. Zawody służyły również jako kwalifikacja do turnieju rugby 7 na Igrzyskach Panamerykańskich 2023.
Była to trzecia edycja zawodów w rugby siedmioosobowym w historii tej imprezy. Zawody zostały rozegrane w dniach 7–9 października 2022 roku na Estadio Héroes de Curupayty. Do turnieju męskiego przystąpiło siedem zespołów, które w pierwszej fazie rozegrały spotkania systemem kołowym w ramach jednej grupy, po czym odbyła się faza pucharowa. Z kolei w zawodach żeńskich walczyło dziewięć reprezentacji podzielonych na trzy trzyzespołowe grupy rywalizujące systemem kołowym. Pełniąca rolę ćwierćfinałów druga faza grupowa odbyła się dzień później – po dwie najlepsze zespoły z każdej grupy awansowały do turnieju Cup, trzecie zaś do Plate. Obydwa te turnieje ponownie rozgrywane były systemem kołowym w trzech trzyzespołowych grupach, po czym odbyła się faza pucharowa. Zespoły zostały rozstawione na podstawie wyników osiągniętych odpowiednio w CONSUR Sevens 2021 i CONSUR Women’s Sevens 2022. Prócz medali stawką tych zawodów były też po dwa miejsca w turnieju rugby 7 na Igrzyskach Panamerykańskich 2023 – o które ubiegały się reprezentacje z wyłączeniem Brazylijek i obu reprezentacji Chile.
W zawodach kobiet zgodnie z przedturniejowymi zapowiedziami triumfowały Brazylijki, awans na Igrzyska Panamerykańskie 2023 uzyskały nastomiast pozostałe medalistki – Paragwajki i Kolumbijki. Wśród mężczyzn po finałowym zwycięstwie nad Chilijczykami triumfowali Argentyńczycy, którzy zakwalifikowali się na IP 2023 wraz ze zdobywcami brązowego medalu, Urugwajczykami.

## Podsumowanie

### Klasyfikacja medalowa
| Klasyfikacja medalowa | Klasyfikacja medalowa | Klasyfikacja medalowa | Klasyfikacja medalowa | Klasyfikacja medalowa | Klasyfikacja medalowa |
| --------------------- | --------------------- | --------------------- | --------------------- | --------------------- | --------------------- |
| Miejsce               | Reprezentacja         | Złoto                 | Srebro                | Brąz                  | Razem                 |
| 1                     | Argentyna             | 1                     | 0                     | 0                     | 1                     |
| =                     | Brazylia              | 1                     | 0                     | 0                     | 1                     |
| 3                     | Chile                 | 0                     | 1                     | 0                     | 1                     |
| =                     | Paragwaj              | 0                     | 1                     | 0                     | 1                     |
| 5                     | Kolumbia              | 0                     | 0                     | 1                     | 1                     |
| =                     | Urugwaj               | 0                     | 0                     | 1                     | 1                     |

### Medaliści
| Konkurencja | 1. miejsce | 2. miejsce | 3. miejsce |
| ----------- | ---------- | ---------- | ---------- |
| Mężczyźni   | Argentyna  | Chile      | Urugwaj    |
| Kobiety     | Brazylia   | Paragwaj   | Kolumbia   |

## Turniej mężczyzn

### Faza grupowa
| 7 października 202209:00 | Chile | 19:12 | Urugwaj | Estadio Héroes de Curupayty, Luque |
| 7 października 202209:00 |       | 19:12 |         | Estadio Héroes de Curupayty, Luque |

| 7 października 202209:22 | Brazylia | 10:31 | Argentyna | Estadio Héroes de Curupayty, Luque |
| 7 października 202209:22 |          | 10:31 |           | Estadio Héroes de Curupayty, Luque |

| 7 października 202209:44 | Peru | 0:45 | Kolumbia | Estadio Héroes de Curupayty, Luque |
| 7 października 202209:44 |      | 0:45 |          | Estadio Héroes de Curupayty, Luque |

| 7 października 202211:12 | Chile | 24:7 | Paragwaj | Estadio Héroes de Curupayty, Luque |
| 7 października 202211:12 |       | 24:7 |          | Estadio Héroes de Curupayty, Luque |

| 7 października 202216:30 | Kolumbia | 27:12 | Paragwaj | Estadio Héroes de Curupayty, Luque |
| 7 października 202216:30 |          | 27:12 |          | Estadio Héroes de Curupayty, Luque |

| 7 października 202216:52 | Argentyna | 50:0 | Peru | Estadio Héroes de Curupayty, Luque |
| 7 października 202216:52 |           | 50:0 |      | Estadio Héroes de Curupayty, Luque |

| 7 października 202217:14 | Urugwaj | 12:10 | Brazylia | Estadio Héroes de Curupayty, Luque |
| 7 października 202217:14 |         | 12:10 |          | Estadio Héroes de Curupayty, Luque |

| 7 października 202219:07 | Chile | 45:0 | Peru | Estadio Héroes de Curupayty, Luque |
| 7 października 202219:07 |       | 45:0 |      | Estadio Héroes de Curupayty, Luque |

| 7 października 202219:29 | Argentyna | 41:0 | Kolumbia | Estadio Héroes de Curupayty, Luque |
| 7 października 202219:29 |           | 41:0 |          | Estadio Héroes de Curupayty, Luque |

| 7 października 202219:51 | Urugwaj | 28:7 | Paragwaj | Estadio Héroes de Curupayty, Luque |
| 7 października 202219:51 |         | 28:7 |          | Estadio Héroes de Curupayty, Luque |

| 8 października 202209:00 | Chile | 22:0 | Kolumbia | Estadio Héroes de Curupayty, Luque |
| 8 października 202209:00 |       | 22:0 |          | Estadio Héroes de Curupayty, Luque |

| 8 października 202209:22 | Urugwaj | 12:33 | Argentyna | Estadio Héroes de Curupayty, Luque |
| 8 października 202209:22 |         | 12:33 |           | Estadio Héroes de Curupayty, Luque |

| 8 października 202209:44 | Brazylia | 12:7 | Paragwaj | Estadio Héroes de Curupayty, Luque |
| 8 października 202209:44 |          | 12:7 |          | Estadio Héroes de Curupayty, Luque |

| 8 października 202211:32 | Urugwaj | 40:0 | Kolumbia | Estadio Héroes de Curupayty, Luque |
| 8 października 202211:32 |         | 40:0 |          | Estadio Héroes de Curupayty, Luque |

| 8 października 202216:50 | Paragwaj | 22:7 | Peru | Estadio Héroes de Curupayty, Luque |
| 8 października 202216:50 |          | 22:7 |      | Estadio Héroes de Curupayty, Luque |

| 8 października 202217:12 | Kolumbia | 0:19 | Brazylia | Estadio Héroes de Curupayty, Luque |
| 8 października 202217:12 |          | 0:19 |          | Estadio Héroes de Curupayty, Luque |

| 8 października 202217:34 | Argentyna | 35:7 | Chile | Estadio Héroes de Curupayty, Luque |
| 8 października 202217:34 |           | 35:7 |       | Estadio Héroes de Curupayty, Luque |

| 8 października 202219:27 | Peru | 5:52 | Urugwaj | Estadio Héroes de Curupayty, Luque |
| 8 października 202219:27 |      | 5:52 |         | Estadio Héroes de Curupayty, Luque |

| 8 października 202219:49 | Brazylia | 7:24 | Chile | Estadio Héroes de Curupayty, Luque |
| 8 października 202219:49 |          | 7:24 |       | Estadio Héroes de Curupayty, Luque |

| 8 października 202220:11 | Paragwaj | 0:43 | Argentyna | Estadio Héroes de Curupayty, Luque |
| 8 października 202220:11 |          | 0:43 |           | Estadio Héroes de Curupayty, Luque |

| 9 października 202209:00 | Peru | 0:31 | Brazylia | Estadio Héroes de Curupayty, Luque |
| 9 października 202209:00 |      | 0:31 |          | Estadio Héroes de Curupayty, Luque |

### Faza pucharowa
Mecz o miejsca 5–6 
| 9 października 202219:00 | Kolumbia | 21:10 | Paragwaj | Estadio Héroes de Curupayty, Luque |
| 9 października 202219:00 |          | 21:10 |          | Estadio Héroes de Curupayty, Luque |

 Mecz o miejsca 3–4 
| 9 października 202219:50 | Urugwaj | 19:12 | Brazylia | Estadio Héroes de Curupayty, Luque |
| 9 października 202219:50 |         | 19:12 |          | Estadio Héroes de Curupayty, Luque |

 Mecz o miejsca 1–2 
| 9 października 202220:45 | Argentyna | 19:7 | Chile | Estadio Héroes de Curupayty, Luque |
| 9 października 202220:45 |           | 19:7 |       | Estadio Héroes de Curupayty, Luque |

### Klasyfikacja końcowa
| Miejsce | Reprezentacja | Składy | Uwagi             |
| ------- | ------------- | ------ | ----------------- |
| 1       | Argentyna     |        | awans do: IP 2023 |
| 2       | Chile         |        | -                 |
| 3       | Urugwaj       |        | awans do: IP 2023 |
| 4       | Brazylia      |        | -                 |
| 5       | Kolumbia      |        | -                 |
| 6       | Paragwaj      |        | -                 |
| 7       | Peru          |        | -                 |

## Turniej kobiet

### Pierwsza faza grupowa
Grupa A 
| 7 października 202210:06 | Brazylia | 33:12 | Urugwaj | Estadio Héroes de Curupayty, Luque |
| 7 października 202210:06 |          | 33:12 |         | Estadio Héroes de Curupayty, Luque |

| 7 października 202217:58 | Brazylia | 38:0 | Peru | Estadio Héroes de Curupayty, Luque |
| 7 października 202217:58 |          | 38:0 |      | Estadio Héroes de Curupayty, Luque |

| 7 października 202220:35 | Peru | 0:24 | Urugwaj | Estadio Héroes de Curupayty, Luque |
| 7 października 202220:35 |      | 0:24 |         | Estadio Héroes de Curupayty, Luque |

 Grupa B 
| 7 października 202210:28 | Kolumbia | 56:7 | Wenezuela | Estadio Héroes de Curupayty, Luque |
| 7 października 202210:28 |          | 56:7 |           | Estadio Héroes de Curupayty, Luque |

| 7 października 202217:36 | Chile | 0:17 | Kolumbia | Estadio Héroes de Curupayty, Luque |
| 7 października 202217:36 |       | 0:17 |          | Estadio Héroes de Curupayty, Luque |

| 7 października 202220:13 | Chile | 38:0 | Wenezuela | Estadio Héroes de Curupayty, Luque |
| 7 października 202220:13 |       | 38:0 |           | Estadio Héroes de Curupayty, Luque |

 Grupa C 
| 7 października 202210:50 | Argentyna | 50:0 | Boliwia | Estadio Héroes de Curupayty, Luque |
| 7 października 202210:50 |           | 50:0 |         | Estadio Héroes de Curupayty, Luque |

| 7 października 202218:20 | Argentyna | 15:0 | Paragwaj | Estadio Héroes de Curupayty, Luque |
| 7 października 202218:20 |           | 15:0 |          | Estadio Héroes de Curupayty, Luque |

| 7 października 202220:57 | Paragwaj | 55:0 | Boliwia | Estadio Héroes de Curupayty, Luque |
| 7 października 202220:57 |          | 55:0 |         | Estadio Héroes de Curupayty, Luque |

### Druga faza grupowa
Cup 1 
| 8 października 202210:06 | Chile | 0:19 | Paragwaj | Estadio Héroes de Curupayty, Luque |
| 8 października 202210:06 |       | 0:19 |          | Estadio Héroes de Curupayty, Luque |

| 8 października 202217:56 | Brazylia | 22:0 | Paragwaj | Estadio Héroes de Curupayty, Luque |
| 8 października 202217:56 |          | 22:0 |          | Estadio Héroes de Curupayty, Luque |

| 8 października 202220:33 | Brazylia | 25:0 | Chile | Estadio Héroes de Curupayty, Luque |
| 8 października 202220:33 |          | 25:0 |       | Estadio Héroes de Curupayty, Luque |

 Cup 2 
| 8 października 202210:28 | Argentyna | 10:0 | Urugwaj | Estadio Héroes de Curupayty, Luque |
| 8 października 202210:28 |           | 10:0 |         | Estadio Héroes de Curupayty, Luque |

| 8 października 202218:18 | Kolumbia | 19:14 | Urugwaj | Estadio Héroes de Curupayty, Luque |
| 8 października 202218:18 |          | 19:14 |         | Estadio Héroes de Curupayty, Luque |

| 8 października 202220:55 | Kolumbia | 7:10 | Argentyna | Estadio Héroes de Curupayty, Luque |
| 8 października 202220:55 |          | 7:10 |           | Estadio Héroes de Curupayty, Luque |

 Plate 
| 8 października 202210:50 | Wenezuela | 27:0 | Boliwia | Estadio Héroes de Curupayty, Luque |
| 8 października 202210:50 |           | 27:0 |         | Estadio Héroes de Curupayty, Luque |

| 8 października 202218:40 | Peru | 40:5 | Boliwia | Estadio Héroes de Curupayty, Luque |
| 8 października 202218:40 |      | 40:5 |         | Estadio Héroes de Curupayty, Luque |

| 8 października 202221:17 | Peru | 29:12 | Wenezuela | Estadio Héroes de Curupayty, Luque |
| 8 października 202221:17 |      | 29:12 |           | Estadio Héroes de Curupayty, Luque |

### Faza pucharowa
Mecz o 7. miejsce 
| 9 października 202210:28 | Peru | 21:12 | Wenezuela | Estadio Héroes de Curupayty, Luque |
| 9 października 202210:28 |      | 21:12 |           | Estadio Héroes de Curupayty, Luque |

 Mecz o 5. miejsce 
| 9 października 202210:06 | Urugwaj | 0:15 | Chile | Estadio Héroes de Curupayty, Luque |
| 9 października 202210:06 |         | 0:15 |       | Estadio Héroes de Curupayty, Luque |

 Cup 
|  |                     |           |           |                     |   |          |          |       |
|  | Półfinały           | Półfinały | Półfinały |                     |   | Finał    | Finał    | Finał |
|  | Półfinały           | Półfinały | Półfinały |                     |   | Finał    | Finał    | Finał |
|  | 9 października 2022 |           |           |                     |   |          |          |       |
|  |                     |           |           |                     |   |          |          |       |
|  | Brazylia            | Brazylia  | 28        |                     |   |          |          |       |
|  | Brazylia            | Brazylia  | 28        | 9 października 2022 |   |          |          |       |
|  | Kolumbia            | Kolumbia  | 5         |                     |   |          |          |       |
|  | Kolumbia            | Kolumbia  | 5         |                     |   | Brazylia | Brazylia | 17    |
|  | 9 października 2022 |           |           |                     |   | Brazylia | Brazylia | 17    |
|  |                     |           | Paragwaj  | Paragwaj            | 5 |          |          |       |
|  | Argentyna           | Argentyna | Paragwaj  | Paragwaj            | 5 | 14       |          |       |
|  | Argentyna           | Argentyna |           |                     |   |          |          |       |
|  | Paragwaj            | Paragwaj  | 15        |                     |   |          |          |       |
|  | Paragwaj            | Paragwaj  | 15        | Mecz o 3. miejsce   |   |          |          |       |
|  |                     |           |           |                     |   |          |          |       |
|  | 9 października 2022 |           |           |                     |   |          |          |       |
|  |                     |           |           |                     |   |          |          |       |
|  | Kolumbia            | Kolumbia  | 14        |                     |   |          |          |       |
|  | Kolumbia            | Kolumbia  | 14        |                     |   |          |          |       |
|  | Argentyna           | Argentyna | 7         |                     |   |          |          |       |
|  | Argentyna           | Argentyna | 7         |                     |   |          |          |       |

| 9 października 202209:22 | Brazylia | 28:5 | Kolumbia | Estadio Héroes de Curupayty, Luque |
| 9 października 202209:22 |          | 28:5 |          | Estadio Héroes de Curupayty, Luque |

| 9 października 202209:44 | Argentyna | 14:15 | Paragwaj | Estadio Héroes de Curupayty, Luque |
| 9 października 202209:44 |           | 14:15 |          | Estadio Héroes de Curupayty, Luque |

| 9 października 202220:15 | Brazylia | 17:5 | Paragwaj | Estadio Héroes de Curupayty, Luque |
| 9 października 202220:15 |          | 17:5 |          | Estadio Héroes de Curupayty, Luque |

| 9 października 202219:25 | Kolumbia | 14:7 | Argentyna | Estadio Héroes de Curupayty, Luque |
| 9 października 202219:25 |          | 14:7 |           | Estadio Héroes de Curupayty, Luque |

### Klasyfikacja końcowa
| Miejsce | Reprezentacja | Składy | Uwagi             |
| ------- | ------------- | ------ | ----------------- |
| 1       | Brazylia      |        | -                 |
| 2       | Paragwaj      |        | awans do: IP 2023 |
| 3       | Kolumbia      |        | awans do: IP 2023 |
| 4       | Argentyna     |        | -                 |
| 5       | Chile         |        | -                 |
| 6       | Urugwaj       |        | -                 |
| 7       | Peru          |        | -                 |
| 8       | Wenezuela     |        | -                 |
| 9       | Boliwia       |        | -                 |